# Parafia św. Andrzeja Apostoła w Łyntupach
Parafia Świętego Andrzeja Apostoła w Łyntupach (biał. Парафія Св. Апостала Андрэя y Лынтупах) – parafia rzymskokatolicka w Łyntupach. Należy do dekanatu postawskiego diecezji witebskiej. Została utworzona w XV wieku. 

## Historia
W 1459 roku wojewoda wileński Andrzej Dołgirdowicz wybudował w Łyntupach drewnianą świątynię. W 1640 roku Aleksander Czarnicki ufundował przy kościele murowaną kaplicę i nowy dzwon. W 1669 roku parafia znajdowała się w dekanacie świrskim. W 1700 roku Jan Władysław Brzostowski, kasztelan trocki, ufundował nowy kościół. W 1744 roku na obszarze parafii leżało 80 miejscowości. W 1781 roku parafii podlegało 4170 katolików.
W 1817 roku kościół odrestaurowano. W 1850 w kościele znajdowały się trzy ołtarze, w głównym ołtarzu umieszczony był łaskami słynący obraz Wniebowzięcia NMP. Przy kościele istniała Altaria (szpital dla ubogich) z 1640 r. W 1860 roku parafia należała do dekanatu święciańskiego w diecezji wileńskiej, liczyła 4747 katolików. Posiadała filię w Równopolu oraz kaplicę w Polesiu. W 1870 roku Kościół został odnowiony przez Jana Brzostowskiego. W 1871 roku parafia liczyła 4900 katolików, a w 1892 roku już 6878. W latach 1899–1911 trwała odbudowa świątyni. W 1910 roku parafia liczyła 5435 katolików.
30 listopada 1914 roku poświęcono nowy kościół budowany od 1908 roku. Kościół ufundował Józef Biszewski i parafianie. W 1931 roku parafia liczyła 7000 katolików. Parafia nie działała podczas II wojny światowej. 19 grudnia 1959 roku nieznani sprawcy zamordowali księdza proboszcza Ryszarda Grzegorczyka SAC. 1 września 2013 roku przy parafii otwarto nowy dom zakonny Sióstr Służebniczek NMP Niepokalanie Poczętej.

## Cmentarz parafialny
Cmentarz katolicki w Łyntupach założono w połowie XIX wieku. Przy ścieżce cmentarnej, na całej jej długości znajduje się 14 stacji drogi krzyżowej w formie dwukondygnacyjnych kamienno – ceglanych kapliczek krytych namiotowymi daszkami z blachy. Znajduje się na nim grób nieznanego żołnierza i trzech poległych w wojnie polsko-bolszewickiej.

## Wydzielona parafia
Z parafii wydzielono parafię:
- św. Wojciecha i św. Ignacego Loyoli w Polesiu

## Proboszczowie parafii od końca XVIII wieku
| imię i nazwisko                            | daty urzędowania  |
| ------------------------------------------ | ----------------- |
| Ks. Bartłomiej Pietraszkiewicz             | 1784, 1790 – 1791 |
| Ks. Rauba                                  | 1851              |
| Ks. Wincenty Szawlewicz (c)                | 1859 – 1860       |
| Ks. Józef Roubo                            | 1864 – 1898       |
| Ks. Albin Jaroszewicz                      | 1907              |
| Ks. Michał Dalinkiewicz                    | 1928 – 1934       |
| Ks. Kazimierz Szyłejko                     | 1935 – 1938       |
| Ks. Ignacy Olszański                       | 1938 – 1939       |
| Ks. Ryszard Grzegorczyk SAC                | 1945 – 1959       |
| Ks. Lucjan Pawlik MIC (dojazdy z Zadoroża) | 1959 – 1987       |
| Ks. Jan Szutkiewicz                        | 1983 – 1988       |
| Ks. Czesław Kucmierz SCJ (dojazdy z Komai) | 1994 – 2000       |
| Ks. Paweł Knurek                           | 2001 – 2017       |
| Ks. Aleksander Baran                       | 2017 –            |